# Gayle Barron

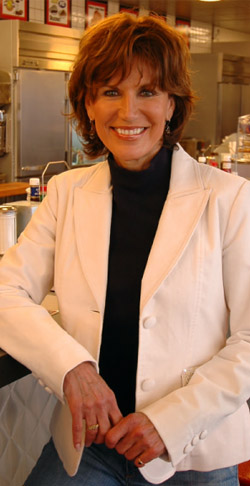
Gayle Barron, 2009

Gayle Barron (* 6. April 1945) ist eine ehemalige US-amerikanische Marathonläuferin.
Während ihres Studiums an der University of Georgia war sie Cheerleader und fing angeregt von ihrem späteren Ehemann Ben mit dem Laufen an, um abzunehmen und fitter zu werden.

## Werdegang
1970 wurde sie vom Veranstalter des Peachtree Road Race eingeladen, an der Premiere dieses Rennens teilzunehmen. Obwohl sie bis dahin nie mehr als drei Meilen am Stück gelaufen war, war sie einen Monat später mit 49:13 min die erste Frau auf dem 10 km langen Kurs. Mit weiteren Siegen 1971, 1973, 1974 und 1975 ist sie bis heute die Rekordsiegerin bei dieser Veranstaltung, die sich später zu einem der bedeutendsten Straßenläufe in den USA entwickelte.
1972 lief sie ohne besonderes Training den Peach Bowl Marathon und siegte in 4:15:25 h. Erst zwei Jahre später wagte sie sich erneut an die 42,195-km-Distanz und gewann den Peach Bowl Marathon in 3:06:40. 1975 wurde sie jeweils Dritte beim Boston-Marathon und beim New-York-City-Marathon und verteidigte ihren Titel beim Peach Bowl Marathon. In Boston lernte sie Ernst van Aaken kennen, der ihr von nun an Trainingspläne schickte und sie zu dem von ihm organisierten Internationalen Frauenmarathon in Waldniel einlud. Dort lief sie 1976, nachdem sie in Boston Vierte geworden war, mit 2:47:44 auf den dritten Platz und blieb erstmals unter 2:50 h. Ebenfalls Dritte wurde sie im selben Jahr beim Honolulu-Marathon.
1977 wurde sie Zweite beim Oregon Track Club Marathon, Dritte in New York City und Zweite in Honolulu. Im Jahr darauf wurde sie zunächst Fünfte bei der Premiere des Avon-Marathons und feister dann ihren größten sportlichen Erfolg beim Boston-Marathon, den sie mit ihrer persönlichen Bestzeit von 2:44:52 gewann. Beim Auckland-Marathon wurde sie Dritte.
Gayle Barron wurde nach ihrer aktiven Karriere Trainerin für Freizeitläufer. 2003 wurde sie in die Georgia Sports Hall of Fame und 2007 in die Atlanta Sports Hall of Fame aufgenommen.

## Veröffentlichungen
- mit Kim Chapin: The Beauty of Running. Harcourt Brace Jovanovich, 1980, ISBN 0151114013